# Bọ cạp Cảnh
Bò cạp Cảnh (tên khoa học: Vietbocap canhi) là một loài bọ cạp thuộc họ Pseudochactidae. Loài bọ cạp này đã được hai nhà khoa học TS. Phạm Đình Sắc (Viện Sinh thái và Tài nguyên sinh vật, Viện Khoa học và Công nghệ Việt Nam) và TS. Wilson Lourenco (Bảo tàng lịch sử tự nhiên Paris – Pháp) phát hiện trong động Tiên Sơn thuộc Vườn quốc gia Phong Nha-Kẻ Bàng Quảng Bình và công bố trên Tạp chí quốc tế Zookeys, số 71, năm 2010.
Loài bò cạp mới được đặt tên khoa học: Vietbocap canhi, theo tên của nhà sinh vật học Lê Xuân Cảnh, Viện Sinh thái và Tài nguyên sinh vật, cố vấn chương trình nghiên cứu bọ cạp ở Việt Nam.